# Grammy Award for Best Choral Performance

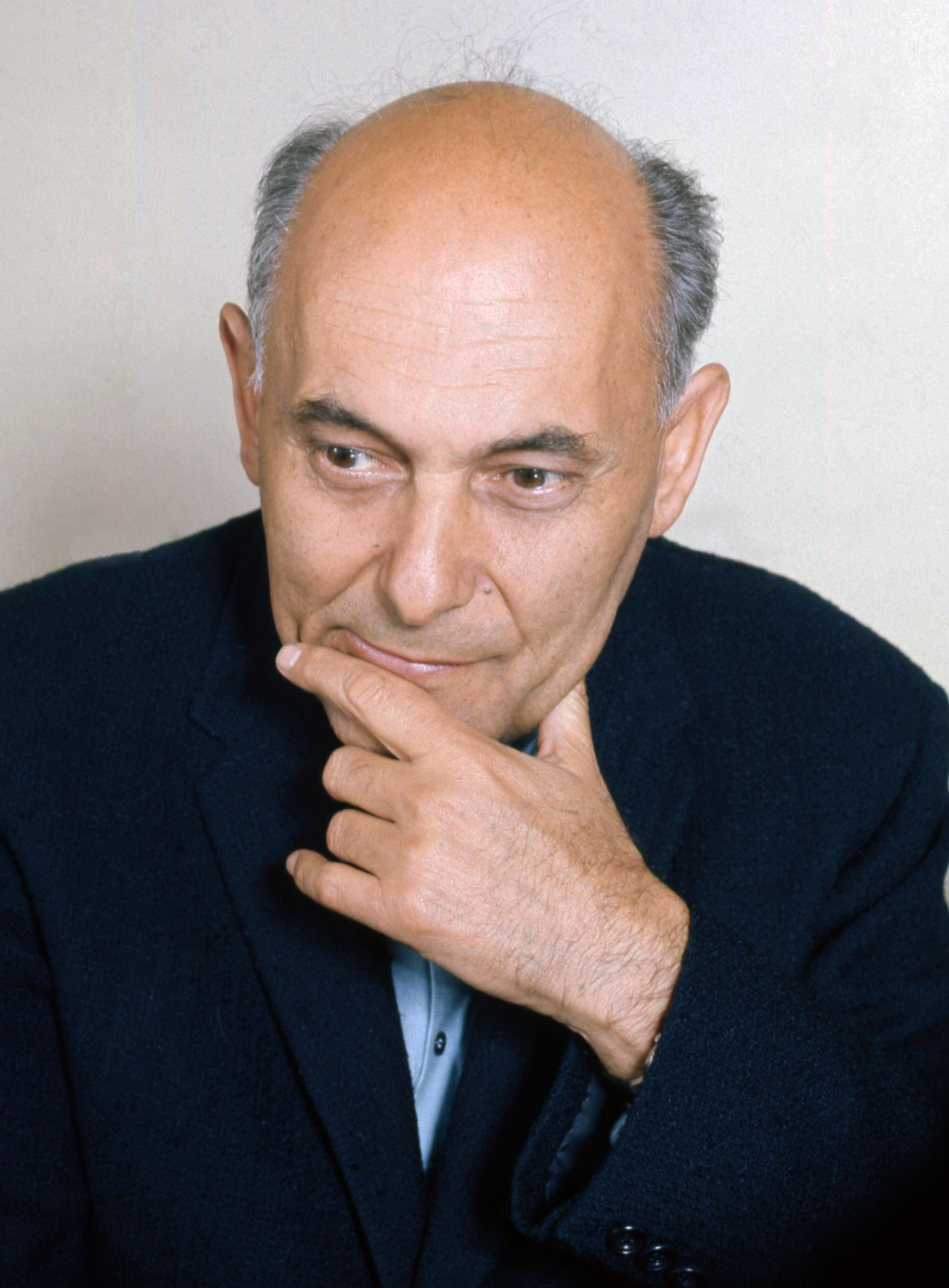
Sir Georg Solti hat als Dirigent den Grammy Award for Best Choral Performance sieben Mal erhalten

Der Grammy Award for Best Choral Performance, auf Deutsch „Grammy-Auszeichnung für die beste Chor-Darbietung“, ist ein Musikpreis, der seit 1961 von der amerikanischen Recording Academy im Bereich der klassischen Musik verliehen wird.

## Geschichte und Hintergrund
Die seit 1959 verliehenen Grammy Awards werden jährlich in zahlreichen Kategorien von der Recording Academy in den Vereinigten Staaten vergeben, um künstlerische Leistung, technische Kompetenz und hervorragende Gesamtleistung ohne Rücksicht auf die Album-Verkäufe oder Chart-Position zu würdigen.
Eine dieser Kategorien ist der Grammy Award for Best Choral Performance. Der Name der Auszeichnung wurde seit der Erstverleihung mehrmals geringfügig geändert:
- 1961 wurde der Preis unter der Bezeichnung Best Classical Performance - Choral (including oratorio) vergeben
- Von 1962 bis 1964 hieß er Best Classical Performance - Choral (other than opera)
- 1965, 1969, 1971, 1977 bis 1978 und 1982 bis 1991 nannte er sich Best Choral Performance (other than opera)
- Von 1966 bis 1968 hieß der Preis Best Classical Choral Performance (other than opera)
- 1970, 1973 bis 1976 und 1979 bis 1981 wurde die Auszeichnung unter der Bezeichnung Best Choral Performance, Classical (other than opera) verliehen
- 1972 hieß er Best Choral Performance - Classical
- Von 1992 bis 1994 nannte er sich Best Performance of a Choral Work
- Von 1995 bis heute wird er unter der Bezeichnung Best Choral Performance vergeben

Vor 1961 wurden die Preise für Opern- und Choraufführungen in dem einzigen Preis Grammy Award for Best Classical Performance, Operatic or Choral zusammengefasst. Bis 2016 wurden nur der Chorleiter und, sofern ein Orchester dabei war, der Orchesterleiter ausgezeichnet. Der Chor und / oder das Orchester wurden in diesem Zeitraum nicht ausgezeichnet. Ab dem Jahr 2017 erhält der Chor als Ensemble ebenfalls einen Grammy.

## Gewinner und Nominierte
| Jahr                 | Gewinner | Nationalität               | Werk                                                                                                   | Nominierte | Bild des/der Gewinner(s) |
| -------------------- | --- | -------------------------- | --- | --- | ------------------------ |
| 1961                 | Thomas Beecham (Dirigent) und Royal Philharmonic Orchestra & Chor | Vereinigtes Königreich     | Georg Friedrich Händel: Messiah                                                                        | |                          |
| 1962                 | Robert Shaw (Dirigent und Chorleiter) und das Robert Shaw Orchestra & Chor | Vereinigte Staaten         | Johann Sebastian Bach: h-Moll-Messe                                                                    | |                          |
| 1963                 | Otto Klemperer (Dirigent), Wilhelm Pitz (Chorleiter) und das Philharmonia Orchestra & Chorus | Deutschland                | Johann Sebastian Bach: Matthäus-Passion                                                                | |                          |
| 1964                 | Benjamin Britten (Dirigent), Edward Chapman, David Willcocks (Chorleiter), der Bach Choir, Highgate School Choir und das London Symphony Orchestra & Choir | Vereinigtes Königreich     | Benjamin Britten: War Requiem                                                                          | |                          |
| 1965                 | Robert Shaw (Chorleiter) und Robert Shaw Chorale | Vereinigte Staaten         | Benjamin Britten: A Ceremony of Carols                                                                 | |                          |
| 1966                 | Robert Shaw (Dirigent und Chorleiter), Robert Shaw Chorale und das RCA Victor Symphony Orchestra | Vereinigte Staaten         | Igor Strawinsky: Psalmensinfonie/Francis Poulenc: Gloria                                               | |                          |
| 1966                 | Gregg Smith (Dirigent), Columbia Chamber Orchestra, Gregg Smith Singers und Ithaca College Concert Choir; George Bragg und Texas Boys Choir | Vereinigte Staaten         | Charles Ives: Music for Chorus                                                                         | |                          |
| 1967                 | Robert Shaw (Dirigent) und Robert Shaw Orchestra & Chorale | Vereinigte Staaten         | Georg Friedrich Händel: Messiah                                                                        | |                          |
| 1968                 | Leonard Bernstein (Dirigent) und London Symphony Orchestra und Chor | Vereinigte Staaten         | Gustav Mahler: 8. Sinfonie (Sinfonie der Tausend)                                                      | |                          |
| 1968                 | Eugene Ormandy (Dirigent), Robert Page (Chorleiter), der Temple University Choir und das Philadelphia Orchestra | Vereinigte Staaten         | Carl Orff: Catulli Carmina                                                                             | |                          |
| 1969                 | Vittorio Negri (Dirigent), George Bragg und Gregg Smith (Chorleiter), E. Power Biggs, das Edward Tarr Ensemble, die Gregg Smith Singers und der Texas Boys Choir | Italien                    | The Glory of Gabrieli                                                                                  | |                          |
| 1970                 | Luciano Berio (Dirigent), Ward Swingle (Chorleiter), The Swingle Singers und das New York Philharmonic | Italien Vereinigte Staaten | Luciano Berio: Sinfonia                                                                                | |                          |
| 1971                 | Gregg Smith (Chorleiter), die Gregg Smith Singers und das Columbia Chamber Ensemble | Vereinigte Staaten         | Charles Ives: New Music of Charles Ives                                                                | |                          |
| 1972                 | Colin Davis (Dirigent), Russell Burgess und Arthur Oldham (Chorleiter), der Wandsworth School Boys Choir und das London Symphony Orchestra & Chorus | Vereinigtes Königreich     | Hector Berlioz: Requiem                                                                                | |                          |
| 1973                 | Georg Solti (Dirigent), die Wiener Sängerknaben, der Wiener Singverein, der Chor der Wiener Staatsoper, das Chicago Symphony Orchestra und verschiedene Solisten | Ungarn                     | Gustav Mahler: 8. Sinfonie (Sinfonie der Tausend)                                                      | |                          |
| 1974                 | André Previn (Dirigent), Arthur Oldham (Chorleiter) und das London Symphony Orchestra & Chorus | Vereinigte Staaten         | William Walton: Belshazzar’s Feast                                                                     | |                          |
| 1975                 | Colin Davis (Dirigent), die Ambrosian Singers, der Wandsworth School Boys Choir und das London Symphony Orchestra & Chorus | Vereinigtes Königreich     | Hector Berlioz: La damnation de Faust                                                                  | |                          |
| 1976                 | Michael Tilson Thomas (Dirigent), Robert Page (Chorleiter), der Cleveland Boys Choir und der Chor des Cleveland Orchestra | Vereinigte Staaten         | Carl Orff: Carmina Burana                                                                              | |                          |
| 1977                 | André Previn (Dirigent), Arthur Oldham (Chorleiter) und das London Symphony Orchestra & Chorus | Vereinigte Staaten         | Sergei Wassiljewitsch Rachmaninow: Die Glocken                                                         | |                          |
| 1978                 | Georg Solti (Dirigent), Margaret Hillis (Chorleiter) und das Chicago Symphony Orchestra & Chorus | Ungarn                     | Giuseppe Verdi: Messa da Requiem                                                                       | |                          |
| 1979                 | Georg Solti (Dirigent), Margaret Hillis (Chorleiter) und das Chicago Symphony Orchestra & Chorus | Ungarn                     | Ludwig van Beethoven: Missa Solemnis                                                                   | |                          |
| 1980                 | Georg Solti (Dirigent), Margaret Hillis (Chorleiter) und das Chicago Symphony Orchestra & Chorus | Ungarn                     | Johannes Brahms: Ein deutsches Requiem                                                                 | |                          |
| 1981                 | Carlo Maria Giulini (Dirigent), Norbert Balatsch (Chorleiter) und das Philharmonia Orchestra & Chorus | Italien                    | Wolfgang Amadeus Mozart: Requiem                                                                       | |                          |
| 1982                 | Neville Marriner (Dirigent) und die Academy of St Martin in the Fields & Chorus | Vereinigtes Königreich     | Joseph Haydn: Die Schöpfung                                                                            | |                          |
| 1983                 | Georg Solti (Dirigent), Margaret Hillis (Chorleiter) und das Chicago Symphony Orchestra & Chorus | Ungarn                     | Hector Berlioz: La damnation de Faust                                                                  | |                          |
| 1984                 | Georg Solti (Dirigent), Margaret Hillis (Chorleiter) und das Chicago Symphony Orchestra & Chorus | Ungarn                     | Joseph Haydn: Die Schöpfung                                                                            | |                          |
| 1985                 | James Levine (Dirigent), Margaret Hillis (Chorleiter) und das Chicago Symphony Orchestra & Chorus | Vereinigte Staaten         | Johannes Brahms: Ein deutsches Requiem                                                                 | |                          |
| 1986                 | Robert Shaw (Dirigent) und das Atlanta Symphony Orchestra & Chorus | Vereinigte Staaten         | Hector Berlioz: Requiem                                                                                | |                          |
| 1987                 | James Levine (Dirigent), Margaret Hillis (Chorleiter) und das Chicago Symphony Orchestra & Chorus | Vereinigte Staaten         | Carl Orff: Carmina Burana                                                                              | |                          |
| 1988                 | Robert Shaw (Dirigent) und das Atlanta Symphony Orchestra & Chorus | Vereinigte Staaten         | Paul Hindemith: When Lilacs Last in the Dooryard Bloom’d                                               | |                          |
| 1989                 | Robert Shaw (Dirigent) und das Atlanta Symphony Orchestra & Chorus | Vereinigte Staaten         | Giuseppe Verdi: Messa da Requiem & Opernchöre                                                          | |                          |
| 1990                 | Robert Shaw (Dirigent) und das Atlanta Symphony Orchestra & Chorus | Vereinigte Staaten         | Benjamin Britten: War Requiem                                                                          | |                          |
| 1991                 | Robert Shaw (Dirigent) und das Atlanta Symphony Orchestra & Chorus | Vereinigte Staaten         | William Walton: Belshazzar’s Feast/Leonard Bernstein: Chichester Psalms; Missa Brevis                  | |                          |
| 1992                 | Herbert Blomstedt (Dirigent), Vance George (Chorleiter), das San Francisco Symphony Orchestra, der San Francisco Boys Chorus und der San Francisco Girls Chorus | Schweden                   | Carl Orff: Carmina Burana                                                                              | |                          |
| 1993                 | Georg Solti (Dirigent), Margaret Hillis (Chorleiter) und das Chicago Symphony Orchestra & Chorus | Ungarn                     | Johann Sebastian Bach: h-Moll-Messe                                                                    | |                          |
| 1994                 | Pierre Boulez (Dirigent), Margaret Hillis (Chorleiter) und das Chicago Symphony Orchestra & Chorus | Frankreich                 | Béla Bartók: Cantata Profana                                                                           | |                          |
| 1995                 | John Eliot Gardiner (Chorleiter), der Monteverdi Choir und das Orchestre Revolutionnaire et Romantique | Vereinigtes Königreich     | Hector Berlioz: Messe Solennelle                                                                       | |                          |
| 1996                 | Herbert Blomstedt (Dirigent), Vance George (Chorleiter) und das San Francisco Symphony Orchestra & Chorus | Schweden                   | Johannes Brahms: Ein deutsches Requiem                                                                 | |                          |
| 1997                 | Andrew Litton (Dirigent), Neville Creed, David Hill (Chorleiter) und das Bournemouth Symphony Orchestra & Chorus | Vereinigte Staaten         | William Walton: Belshazzar’s Feast                                                                     | |                          |
| 1998                 | Robert Shaw (Dirigent) und das Atlanta Symphony Orchestra & Chorus | Vereinigte Staaten         | John Adams: Harmonium/Rachmaninow: Die Glocken                                                         | |                          |
| 1999                 | Robert Shaw (Dirigent) und das Atlanta Symphony Orchestra & Chorus | Vereinigte Staaten         | Samuel Barber: Prayers of Kierkegaard/Vaughan Williams: Dona Nobis Pacem/ Béla Bartók: Cantata Profana | |                          |
| 2000                 | Robert Shafer (Dirigent), Betty Scott, Joan McFarland (Chorleiter), der Maryland Boy Choir, der Shenandoah Conservatory Chorus und der Washington Chorus | Vereinigte Staaten         | Benjamin Britten: War Requiem                                                                          | |                          |
| 2001                 | Helmuth Rilling (Dirigent) und das Oregon Bach Festival Orchestra & Chorus Karen Wilson (Produzent), Don Harder (Toningenieur) | Deutschland                | Krzysztof Penderecki: Credo                                                                            | |                          |
| 2002                 | Nikolaus Harnoncourt (Dirigent), Norbert Balatsch, Erwin Ortner (Chorleiter), Bernarda Fink, Matthias Goerne, Dietrich Henschel, Elisabeth von Magnus, Christoph Prégardien, Dorothea Röschmann, Michael Schade, Christine Schäfer, Markus Schäfer, Oliver Widmer, der Arnold Schoenberg Chor, die Wiener Sängerknaben & Concentus Musicus Wien Martin Sauer (Produzent), Michael Brammann (Toningenieur), | Österreich                 | Johann Sebastian Bach: Matthäus-Passion                                                                | |                          |
| 2003                 | Robert Spano (Dirigent), Norman Mackenzie (Chorleiter), Christine Goerke, Brett Polegato und das Atlanta Symphony Orchestra & Chorus Thomas Moore (Produzent), Michael J. Bishop (Toningenieur) | Vereinigte Staaten         | Ralph Vaughan Williams: A Sea Symphony                                                                 | |                          |
| 2004                 | Paavo Järvi (Dirigent), Tiia-Ester Loitme und Ants Soots (Chorleiter), der Ellerhein Girls Choir, der Estonian National Male Choir und das Estonian National Symphony Orchestra | Estland                    | Jean Sibelius: Cantatas                                                                                | |                          |
| 2005                 | Robert Spano (Dirigent) & Norman Mackenzie (Chorleiter), Frank Lopardo und das Atlanta Symphony Orchestra & Chorus | Vereinigte Staaten         | Hector Berlioz: Requiem                                                                                | |                          |
| 2006                 | Leonard Slatkin (Dirigent) und Jerry Blackstone, William Hammer, Jason Harris, Christopher Kiver, Carole Ott und Mary Alice Stollak (Chorleiter), Christine Brewer, Measha Brueggergosman, Ilana Davidson, Nmon Ford, Linda Hohenfeld, Joan Morris, Carmen Pelton, Marietta Simpson und Thomas Young, der Michigan State University Childrens Choir, der University Of Michigan Chamber Choir, die University Of Michigan Orpheus Singers, der University Of Michigan University Choir, die University Musical Society Choral Union und das University Of Michigan School Of Music Symphony Orchestra | Vereinigte Staaten         | William Bolcom: Songs Of Innocence And Of Experience: Requiem                                          | |                          |
| 2007                 | Paul Hillier (Dirigent) und der Estonian Philharmonic Chamber Choir | Vereinigtes Königreich     | Parvo Pärt: Da Pacem                                                                                   | |                          |
| 2008                 | Simon Rattle (Dirigent), Simon Halsey (Chorleiter), der Rundfunkchor Berlin und die Berliner Philharmoniker | Vereinigtes Königreich     | Johannes Brahms: Ein deutsches Requiem                                                                 | |                          |
| 2009                 | Simon Rattle (Dirigent); Simon Halsey (Chorleiter), der Rundfunkchor Berlin und die Berliner Philharmoniker | Vereinigtes Königreich     | Igor Strawinsky: Psalmensinfonie                                                                       | |                          |
| 2010                 | Michael Tilson Thomas (Dirigent), Ragnar Bohlin, Kevin Fox und Susan McMane (Chorleiter), der San Francisco Symphony Chorus, der Pacific Boychoir & San Francisco Girls Chorus; Laura Claycomb, Anthony Dean Griffey, Elza van den Heever, Katarina Karnéus, Quinn Kelsey, James Morris, Yvonne Naef, Erin Wall (Solisten) und das San Francisco Symphony | Vereinigte Staaten         | Gustav Mahler: 8. Sinfonie (Sinfonie der Tausend)                                                      | |                          |
| 2011                 | Riccardo Muti (Dirigent), Duain Wolfe (Chorleiter) mit dem Chicago Symphony Orchestra and Chicago Symphony Chorus | Italien                    | Giuseppe Verdi: Messa da Requiem                                                                       | |                          |
| 2012                 | Eric Whitacre (Dirigent), Christopher Glynn, Hila Plitmann, The King’s Singers, Laudibus, das Pavao Quartet und die Eric Whitacre Singers | Vereinigte Staaten         | Eric Whitacre: Light & Gold                                                                            | - Beyond All Mortal Dreams - American A Cappella vom Chor des Trinity College Cambridge unter Leitung von Stephen Layton - Johannes Brahms: Ein deutsches Requiem op. 45 von Justin Blackwell, Scott Allen Jarrett, Paul Max Tipton, Teresa Wakim und dem Professional Choral Institute und Seraphic Fire unter Leitung von Patrick Dupré Quigley, Chorleiter James K. Bass - Kind vom Ensemble 96 und dem Nidaros String Quartet unter Leitung von Kjetil Almenning - The Natural World of Pelle Gudmundsen-Holmgreen von Ars Nova Copenhagen unter Leitung von Paul Hillier |                          |
| 2013                 | Charles Bruffy (Dirigent) mit Matthew Gladden, Lindsey Lang, Rebecca Lloyd, Sarah Tannehill, Pamela Williamson und dem Kansas City Chorale | Vereinigte Staaten         | René Clausen: Life & Breath - Chorwerke                                                                | - Georg Friedrich Händel: Israel in Egypt vom Trinity Baroque Orchestra und Trinity Choir Wall Street unter Leitung von Julian Wachner - György Ligeti: Requiem; Apparitions; San Francisco Polyphony von Barbara Hannigan, Susan Parry und dem WDR Sinfonieorchester Köln, dem SWR Vokalensemble Stuttgart und dem WDR Rundfunkchor Köln unter Leitung von Péter Eötvös - The Nightingale von Michala Petri und dem DR VokalEnsemblet unter Leitung von Stephen Layton - Alessandro Striggio: Messe für 40 und 60 Stimmen von Le Concert Spirituel unter Leitung von Hervé Niquet |                          |
| 2014                 | Tõnu Kaljuste (Dirigent) mit Tui Hirv und Rainer Vilu, dem Estonian Philharmonic Chamber Choir, der Sinfonietta Riga und dem Tallinn Chamber Orchestra, dem Latvian Radio Choir und Vox Clamantis | Estland                    | Parvo Pärt: Adams Lament                                                                               | - Berlioz: Grande Messe des Morts von Barry Banks, dem London Symphony Orchestra, dem London Philharmonic Choir und dem London Symphony Chorusunter Leitung von Sir Colin Davis - Palestrina: Volume 3 von The Sixteen unter Leitung von Harry Christophers - Parry: Works for Chorus & Orchestra von Amanda Roocroft, dem BBC National Orchestra of Wales und dem BBC National Chorus of Wales, Chorleiter Adrian Partington, Dirigent Neeme Järvi - Whitbourn: Annelies von Ariana Zukerman, dem Lincoln Trio und den Westminster Williamson Voices unter Leitung von James Jordan |                          |
| 2015                 | Craig Hella Johnson (Dirigent) mit Conspirare (Chor) | Vereinigte Staaten         | The Sacred Spirit of Russia                                                                            | - Bach: Matthäus-Passion von Werner Güra, Johannes Weisser, der Akademie für Alte Musik Berlin, dem RIAS Kammerchor und dem Staats- und Domchor Berlin unter Leitung von René Jacobs - Dyrud: Out of Darkness von Erlend Aagaard Nilsen, Geir Morten Øien, Sarah Head, Lars Sitter und dem Nidaros Cathedral Choir unter Leitung von Vivianne Sydnes - Holst: First Choral Symphony; The Mystic Trumpeter von Susan Gritton, dem BBC Symphony Orchestra und dem BBC Symphony Chorus unter Leitung von Andrew Davis und Stephen Jackson - Mozart: Requiem von Matthew Brook, Rowan Hellier, Thomas Hobbs, Joanne Lunn und dem Dunedin Consort unter Leitung von John Butt |                          |
| 2016                 | Charles Bruffy (Dirigent) mit Paul Davidson, Frank Fleschner, Toby Vaughn Kidd, Bryan Pinkall, Julia Scozzafava, Bryan Taylor und Joseph Warner (Solisten), dem Kansas City Chorale und dem Phoenix Chorale | Vereinigte Staaten         | Sergei Wassiljewitsch Rachmaninow: Ganznächtliche Vigil                                                | - Beethoven: Missa solemnis von Anton Barachovsky, Genia Kühmeier, Elisabeth Kulman, Hanno Müller-Brachmann, Mark Padmore und dem Chor und dem Symphonieorchester des Bayerischen Rundfunks unter Leitung von Bernard Haitink und Peter Dijkstra - Monteverdi: Vespers of 1610 von Jeremy Budd, Grace Davidson, Ben Davies, Mark Dobell, Eamonn Dougan, Charlotte Mobbs und The Sixteen unter Leitung von Harry Christophers - Pablo Neruda – The Poet Sings von James K. Bass, Laura Mercado-Wright, Eric Neuville, Lauren Snouffer, Faith DeBow, Stephen Redfield und Conspirareunter Leitung von Craig Hella Johnson - Paulus: Far in the Heavens von Sara Fraker, Matthew Goinz, Thea Lobo, OwenMcIntosh, Kathryn Mueller, Christine Vivona, dem True Concord Orchestra und den True Concord Voices unter Leitung von Eric Holtan |                          |
| 2017                 | Krzysztof Penderecki (Dirigent), Henryk Wojnarowski (Chorleiter) mit dem Warsaw Philharmonic Choir, Nikolay Didenko, Agnieszka Rehlis und Johanna Rusanen (Solisten) und dem Warsaw Philharmonic Orchestra | Polen                      | Krzysztof Penderecki: Penderecki Conducts Penderecki, Volume 1                                         | - Himmelrand von Marianne Reidarsdatter Eriksen, Ragnfrid Lie, Matilda Sterby mit Inger-Lise Ulsrud (Orgel) und dem Uranienborg Vokalensemble unter Leitung von Elisabeth Holte - Janáček: Glagolitic Mass von Susan Bickley, Gábor Bretz, Sara Jakubiak, Stuart Skelton mit Thomas Trotter (Orgel) und dem Bergen Philharmonic Orchestra, dem Bergen Cathedral Choir, dem Bergen Philharmonic Choir, dem Choir of Collegium Musicum und dem Edvard Grieg Kor unter Dirigent Edward Gardner und Chorleiter Håkon Matti Skrede - Thomas Lloyd: Bonhoeffer von Malavika Godbole, John Grecia, Rebecca Harris, Thomas Mesa und The Crossing unter Leitung von Donald Nally - Steinberg: Passion Week vom Clarion Choir unter Leitung von Steven Fox |                          |
| 2018                 | Donald Nally (Dirigent) mit The Crossing (Chor) und PRISM (Ensemble) | Vereinigte Staaten         | Gavin Bryars: The Fifth Century                                                                        | - Händel: Messiah von Elizabeth DeShong, John Relyea, Andrew Staples, Erin Wall, dem Toronto Symphony Orchestra und dem Toronto Mendelssohn Choirunter Dirigent Andrew Davis und Chorleiter Noel Edison - Mansurjan: Requiem von Anja Petersen, Andrew Redmond, dem Münchener Kammerorchester und dem RIAS Kammerchor unter Dirigent Alexander Liebreich und Chorleiter Florian Helgath - Music of the Spheres von Tenebrae unter Leitung von Nigel Short - Tyberg: Masses von Christopher Jacobson und dem South Dakota Chorale unter Leitung von Brian A. Schmidt |                          |
| 2019                 | Donald Nally (Dirigent) mit Doris Hall-Gulati, Rebecca Harris, Arlen Hlusko, Lorenzo Raval, Mandy Wolman und The Crossing (Chor) | Vereinigte Staaten         | Lansing McLoskey: Zealot Canticles                                                                     | - Chesnokov: Teach Me Thy Statutes von Mikhail Davydow, Vladimir Krasov und dem PaTRAM Institute Male Choir unter Leitung von Vladimir Gorbik - Katalsky: Memory Eternal vom Clarion Choir unter Leitung von Steven Foy - Rachmaninov: The Bells von Oleg Dolgov, Alexey Markov, Tatiana Pavlovskaya, dem Symphonieorchester des Bayerischen Rundfunks unter Leitung von Mariss Jansons und dem Chor des Bayerischen Rundfunks unter Leitung von Peter Dijkstra - Seven Words from the Cross von Skylark unter Leitung von Matthew Guard |                          |
| 2020                 | Ken Cowan und der Houston Chamber Choir, dirigiert von Robert Simpson | Vereinigte Staaten         | Maurice Duruflé: Complete Choral Works                                                                 | - Boyle: Voyages von The Crossing, dirigiert von Donald Nally - The Hope of Loving von Conspirare, dirigiert von Craig Hella Johnson - Sander: The Divine Liturgy of St. John Chrysostom von Evan Bravos, Vadim Gan, Kevin Keys, Glenn Miller, Daniel Shirley und den PaTRAM Institute Singers, dirigiert von Peter Jermihov - Smith, K.: The Arc in the Sky von The Crossing, dirigiert von Donald Nally |                          |
| 2021                 | JoAnn Falletta (Dirigentin), James K. Bass, Adam Luebke (Chorleiter), J’Nai Bridges, Timothy Fallon, Kenneth Overton, Hila Plitmann, Matthew Worth (Solisten), UCLA Chamber Singers, Buffalo Philharmonic Orchestra und Buffalo Philharmonic Chorus | Vereinigte Staaten         | Danielpour: The Passion of Yeshua                                                                      | - Carthage von The Crossing unter Leitung von Donald Nally - Katalsky: Requiem von Joseph Charles Beutel, Anna Dennis, dem Orchestra of St. Luke’s unter Leitung von Leonard Slatkin, der Cathedral Choral Society, dem Clarion Choir, dem Kansas City Chorale und dem Saint Tikhon Choir unter Leitung von Charles Bruffy und Steven Fox - Moravec: Sanctuary Road von Joshua Blue, Raehann Bryce-Davis, Dashon Burton, Malcolm J. Merriweather, Laquita Mitchell, dem Oratiorio Society of New York Orchestra und Chorus unter Leitung von Kent Tritle - Once Upon a Time vom Skylark Vocal Ensemble mit Sarah Walker (Erzählerin) |                          |
| 2022 3. April 2022   | Gustavo Dudamel (Dirigent), Fernando Malvar-Ruiz, Grant Gershon, Luke McEndarfer, Robert Istad (Chorleiter), Leah Crocetto, Mihoko Fujimura, Ryan McKinny, Erin Morley, Tamara Mumford, Simon O’Neill, Morris Robinson, Tamara Wilson (Solisten), Los Angeles Children’s Chorus, Los Angeles Master Chorale, National Children’s Chorus, Pacific Chorale, Los Angeles Philharmonic | Venezuela                  | Mahler: Symphony No. 8, ‘Symphony of a Thousand’                                                       | - It’s a Long Way von Jonas Budris, Carrie Cheron, Fiona Gillespie, Nathan Hodgson, Helen Karloski, Enrico Lagasca, Megan Roth, Alissa Ruth Suver, Dana Whiteside und dem Skylark Vocal Ensemble unter Leitung von Matthew Guard - Rising w/ the Crossing vom International Contemporary Ensemble & Quicksilver und The Crossing unter Leitung von Donald Nally - Schnittke: Choir Concerto / Three Sacred Hymns; Pärt: Seven Magnificat-Antiphons vom Estonian Philharmonic Chamber Choir unter Leitung von Heli Jürgenson und Kaspars Putniņš - Sheehan: Liturgy of Saint John Chrysostom von Michael Hawes, Timothy Parsons, Jason Thoms und dem Saint Tikhon Choir unter Leitung von Benedict Sheehan - The Singing Guitar von Estelí Gomez, dem Austin Guitar Quartet, Douglas Harvey, dem Los Angeles Guitar Quartet, dem Texas Guitar Quartet und Conspirare unter Leitung von Craig Hella Johnson                                                                              | Gustavo Dudamel, 2008    |
| 2023 5. Februar 2023 | Donald Nally (Dirigent), Dominic German, Maren Montalbano, Rebecca Myers, James Reese und the Crossing | Vereinigte Staaten         | Born                                                                                                   | - Bach: St. John Passion von den English Baroque Soloists und dem Monteverdi Choir unter Leitung von John Eliot Gardiner - Verdi: Requiem – The Met Remembers 9/11 von Michelle DeYoung, Eric Owens, Ailyn Pérez, Matthew Polenzani und dem Metropolitan Opera Orchestra unter Leitung von Yannick Nézet-Séguin und dem Metropolitan Opera Chorus unter Leitung von Donald Palumbo |                          |
| 2024 4. Februar 2024 | Nils Schweckendiek (Dirigent), das Uusinta Ensemble und der Helsinki Chamber Choir | Finnland Deutschland       | Saariaho: Reconnaissance                                                                               | - Carols After a Plague von The Crossing unter Leitung von Donald Nally - The House of Belonging vom Miró Quartet und Conspirare unter Leitung von Craig Hella Johnson - Ligeti: Lux aeterna vom San Francisco Symphony Chorus unter Leitung von Esa-Pekka Salonen - Rachmaninoff: All-Night Vigil vom Clarion Choir unter Leitung von Steven Fox |                          |
| 2025 2. Februar 2025 | Donald Nally (Dirigent) und The Crossing | Vereinigte Staaten         | Ochre                                                                                                  | - Clear Voices in the Dark von Carrie Cheron, Nathan Hodgson, Helen Karloski, Clare McNamara und dem Skylark Vocal Ensemble unter Leitung von Matthew Guard - A Dream So Bright: Choral Music of Jake Runestad von Jeffrey Biegel und dem True Concord Orchestra & True Concord Voices unter Leitung von Eric Holtan - Händel: Israel in Egypt von Margaret Carpenter Haigh, Daniel Moody, Molly Netter, Jacob Perry, Edward Vogel und Apollo’s Fire & Apollo’s Singers unter Leitung von Jeannette Sorrell - Sheehan: Akathist von Elizabeth Bates, Paul D’Arcy, Tynan Davis, Aine Hakamatsuka, Steven Hrycelak, Helen Karloski, Enrico Lagasca, Edmund Milly, Fotina Naumenko, Neil Netherly, Timothy Parsons, Stephen Sands, Miriam Sheehan, Pamela Terry und Novus NY, dem Artefact Ensemble, dem Choir of Trinity Wall Street, Downtown Voices & dem Trinity Youth Chorus unter Leitung von Elaine Kelly sowie Melissa Attebury, Stephen Sands und Benedict Sheehan (Chorleitung) |                          |